# Comuna Ponoarele, Mehedinți
Ponoarele este o comună în județul Mehedinți, Oltenia, România, formată din satele Băluța, Bârâiacu, Brânzeni, Buicani, Ceptureni, Cracu Muntelui, Delureni, Gărdăneasa, Gheorghești, Ludu, Ponoarele (reședința), Proitești, Răiculești, Șipotu și Valea Ursului.

## Demografie
Componența etnică a comunei Ponoarele
     Români (95,2%)
     Alte etnii (4,8%)
Componența confesională a comunei Ponoarele
     Ortodocși (93,24%)
     Baptiști (1,07%)
     Alte religii (0,71%)
     Necunoscută (4,98%)
Conform recensământului efectuat în 2021, populația comunei Ponoarele se ridică la 2.249 de locuitori, în scădere față de recensământul anterior din 2011, când fuseseră înregistrați 2.425 de locuitori. Majoritatea locuitorilor sunt români (95,2%). Din punct de vedere confesional, majoritatea locuitorilor sunt ortodocși (93,24%), cu o minoritate de baptiști (1,07%), iar pentru 4,98% nu se cunoaște apartenența confesională.

## Politică și administrație
Comuna Ponoarele este administrată de un primar și un consiliu local compus din 11 consilieri. Primarul, Georgică Pătrașcu[*], de la Partidul Social Democrat, este în funcție din octombrie 2020. Începând cu alegerile locale din 2024, consiliul local are următoarea componență pe partide politice:
|  | Partid                          | Consilieri | Componența Consiliului | Componența Consiliului | Componența Consiliului | Componența Consiliului | Componența Consiliului |
|  | ------------------------------- | ---------- | ---------------------- | ---------------------- | ---------------------- | ---------------------- | ---------------------- |
|  | Partidul Social Democrat        | 5          |                        |                        |                        |                        |                        |
|  | Partidul Național Liberal       | 4          |                        |                        |                        |                        |                        |
|  | Alianța pentru Unirea Românilor | 1          |                        |                        |                        |                        |                        |
|  | Alianța Dreapta Unită           | 1          |                        |                        |                        |                        |                        |

## Atracții turistice
- Podul lui Dumnezeu
- Biserica din lemn
- Complexul carstic de la Ponoarele
- Câmpul de Lapiezuri
- Lacul Zăton
- Peștera Ponoarele
- Peștera Bulba
- Pădurea de liliac (cea mai întinsă din țară, cca. 20 hectare).
- Cheile Băluței

### Peștera Ponoarele
Peștera Ponoarele este situată la o altitudine de 337 m. Lungimea sa este de 734 m. Peștera este o strapungere hidrogeologică realizată de apele ce se strâng in Lacul Zăton. Prezintă două intrări de dimensiuni mari. Galeria principală este subfosilă; la un nivel superior se găsește o galerie fosilă.
În peșteră se adăpostesc numeroși lilieci din speciile Myotis, Miniopterus și Rinolophus. În perioada aprilie-august, în peșteră se poate întâlni o colonie de naștere formată din cca 3000 indivizi, iar in perioada octombrie-aprilie, o colonie de hibernare de cca 1000 lilieci. Deoarece liliecii nu numai ca nu sunt periculoși pentru oameni, dar au și rol important înmenținerea echilibrului ecologic, ei trebuie ocrotiți.
Zona carstică Ponoarele include și alte obiective de interes turistic: Lacul Zăton și Câmpul de Lapiezuri din Dealul Peșterii; Cheile Băluței, Pădurea de Liliac.
Peștera este ocrotită în cadrul rezervației natural Podul lui Dumnezeu de la Ponoarele.
Telefoane utile:
Institutul de Speologie ”Emil Racoviță”: +4021.211.38.74, +4021.212.88.63 |
Dumitru Borloveanu (custode-ghid): +40252.381.545

## Sărbători locale
- Sărbătoarea liliacului Ponoarele[7]
- Festivalul național „Ponoare, Ponoare”

## Imagini

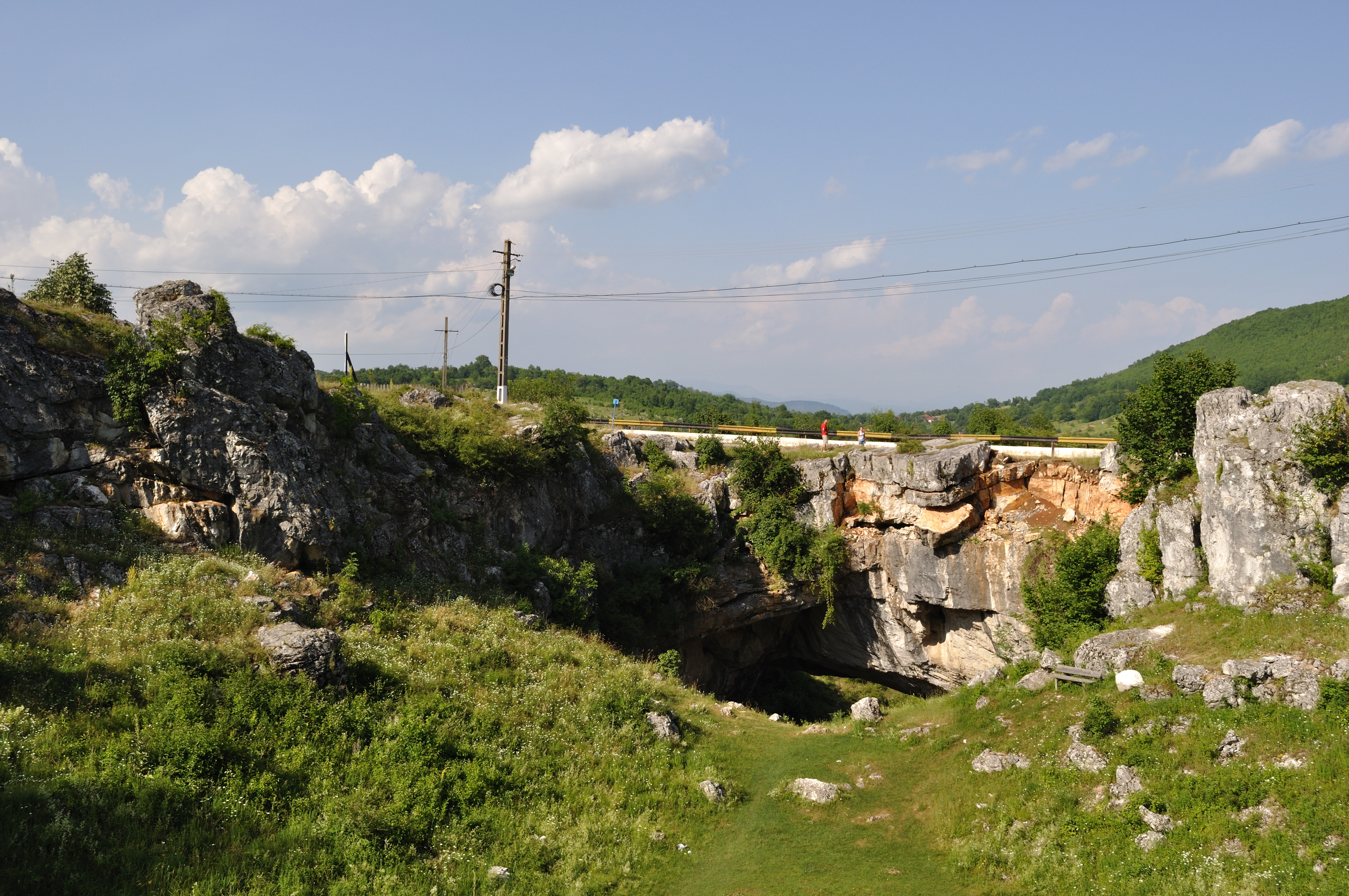
Podul Natural - Podul lui Dumnezeu
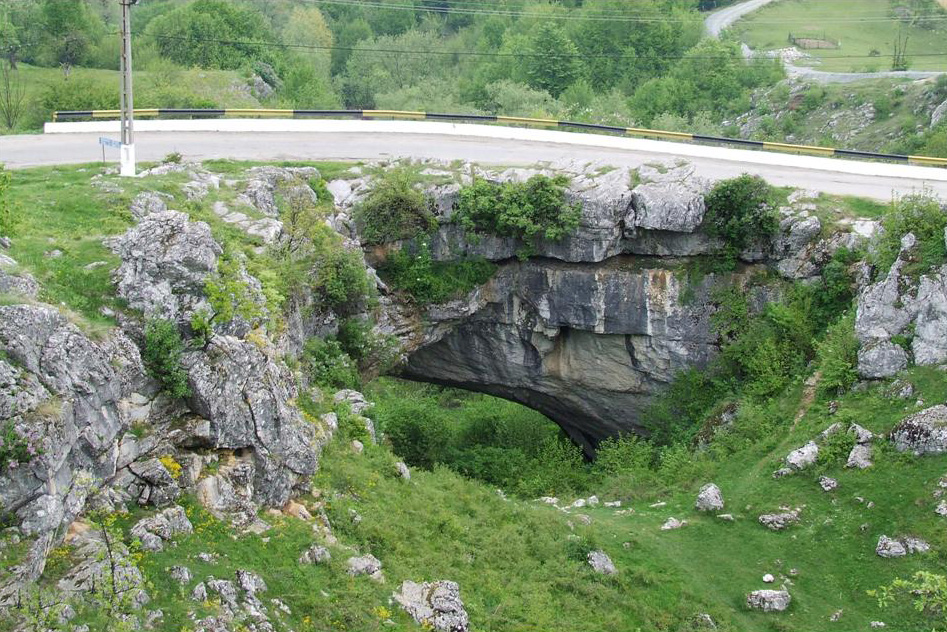
Podul lui Dumnezeu
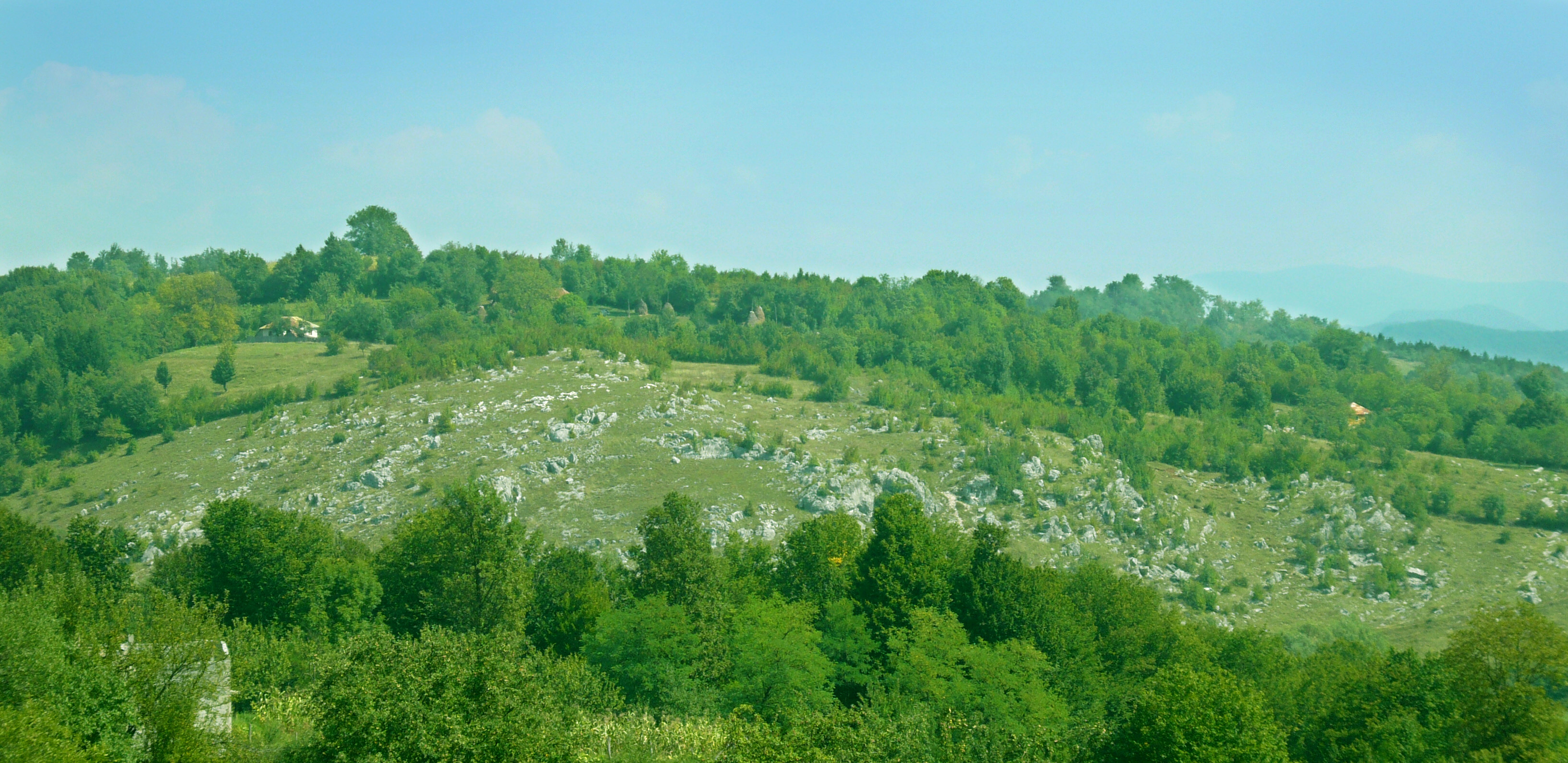
Câmpul de Lapiezuri
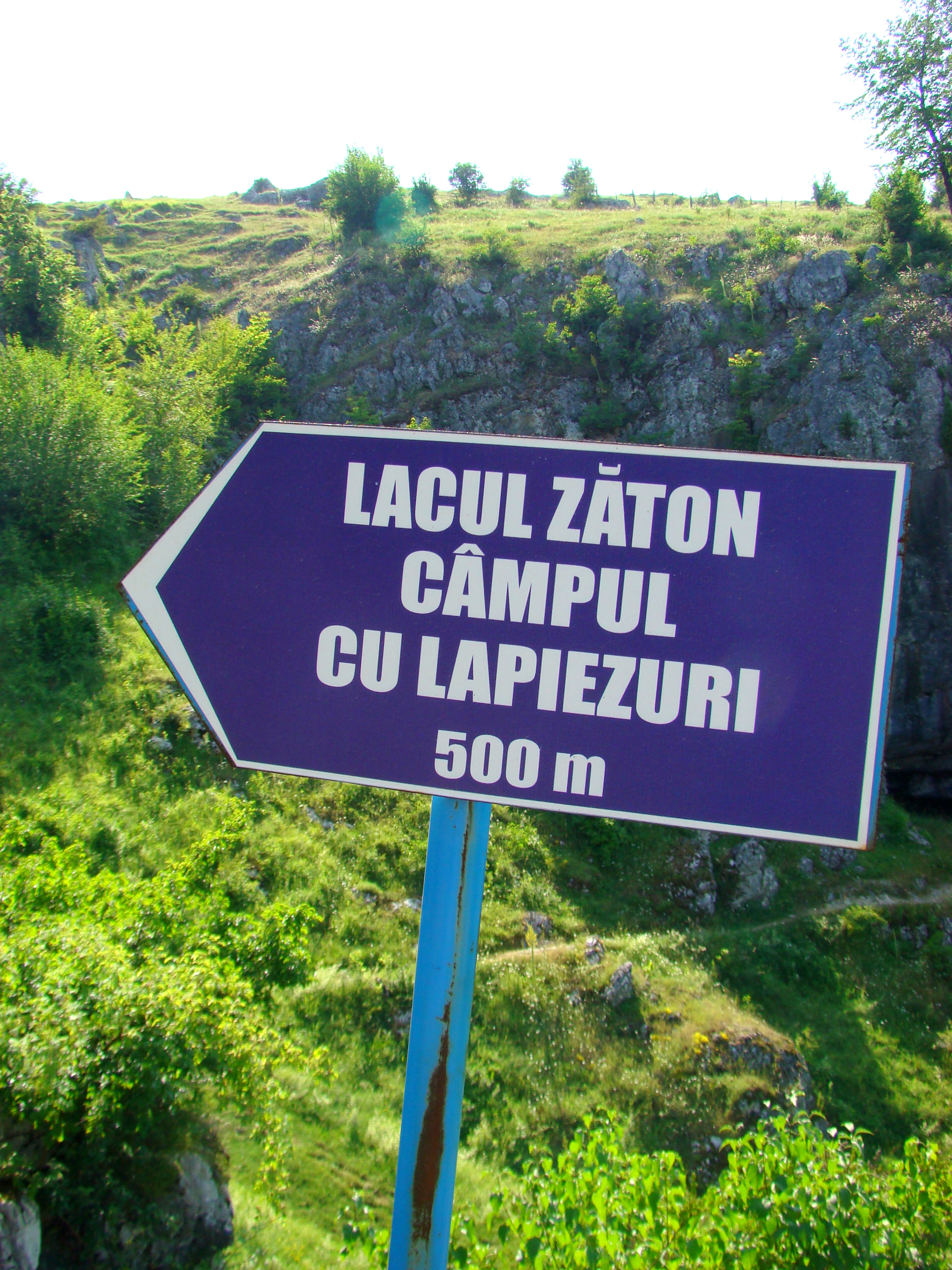
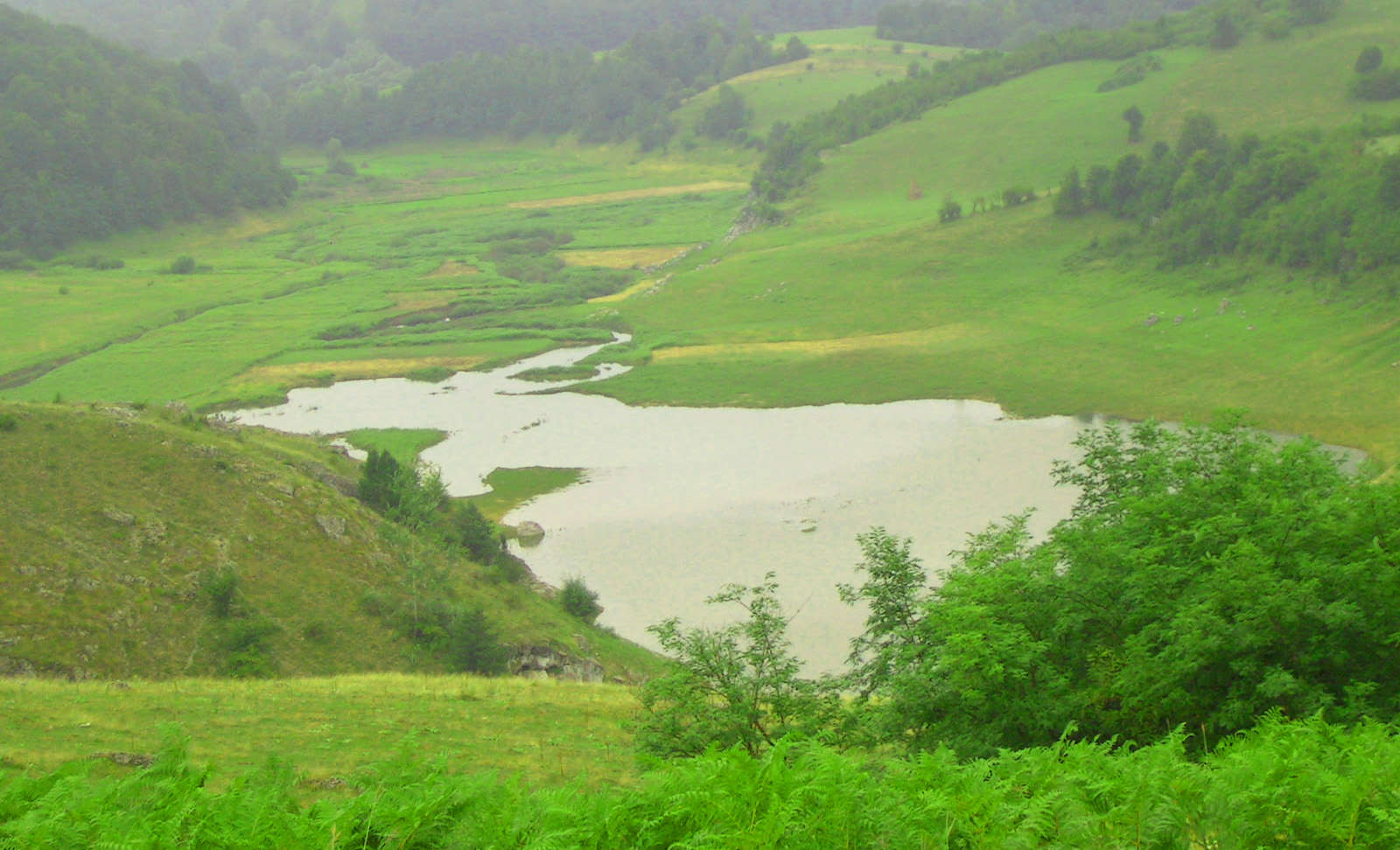
Lacul Zăton
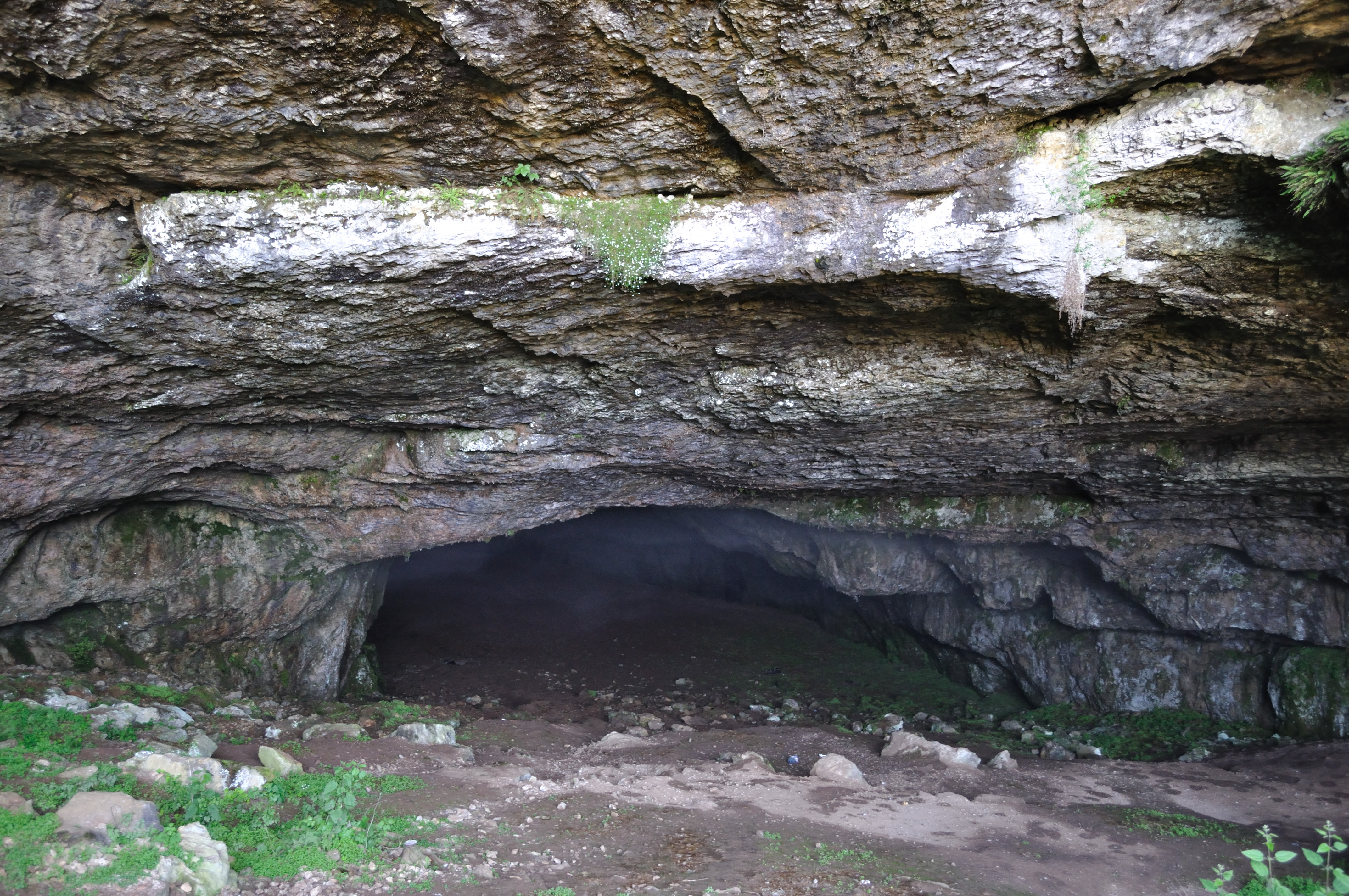
Peștera Ponoarele
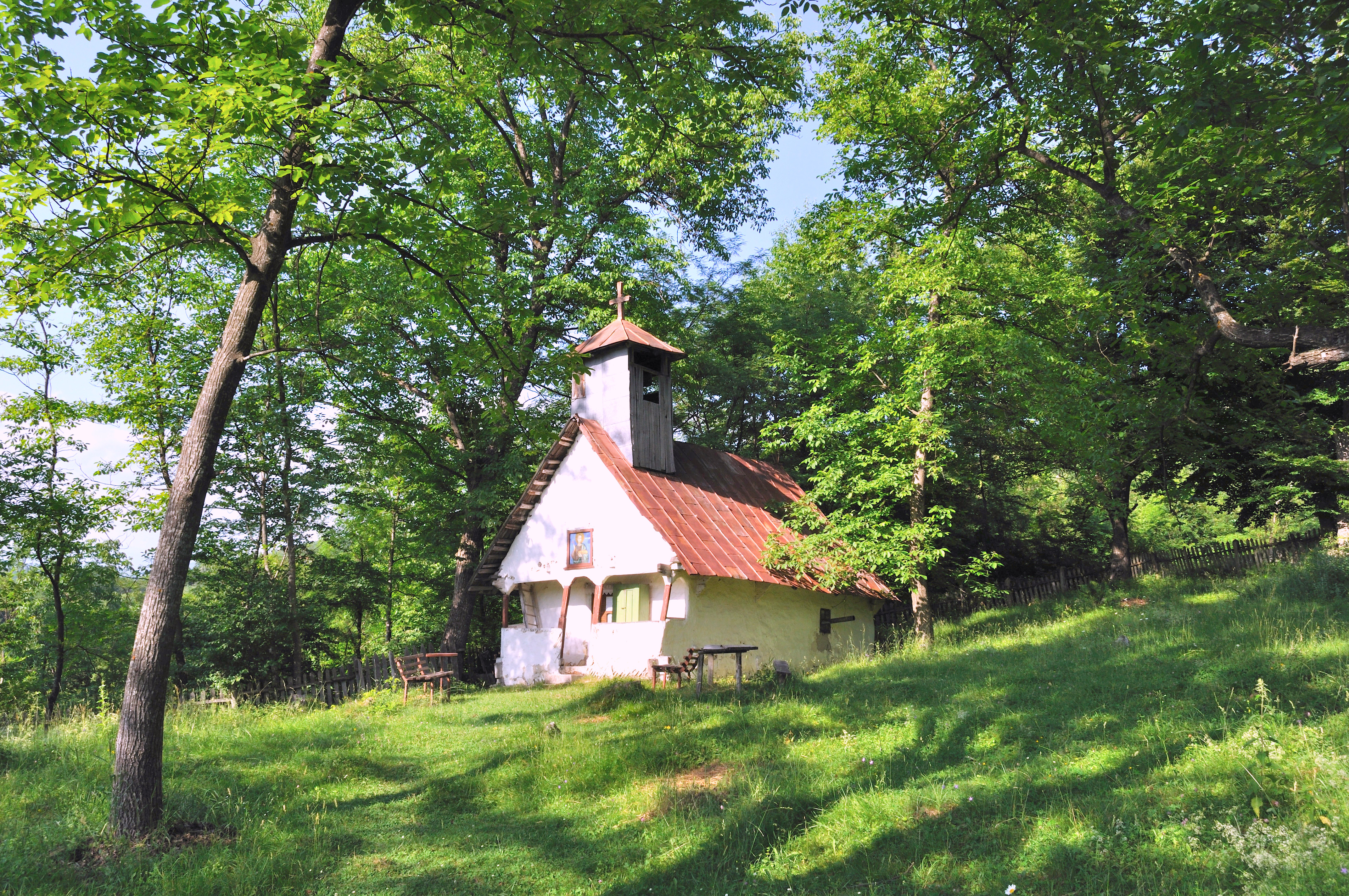
Biserica de lemn din Ponoarele
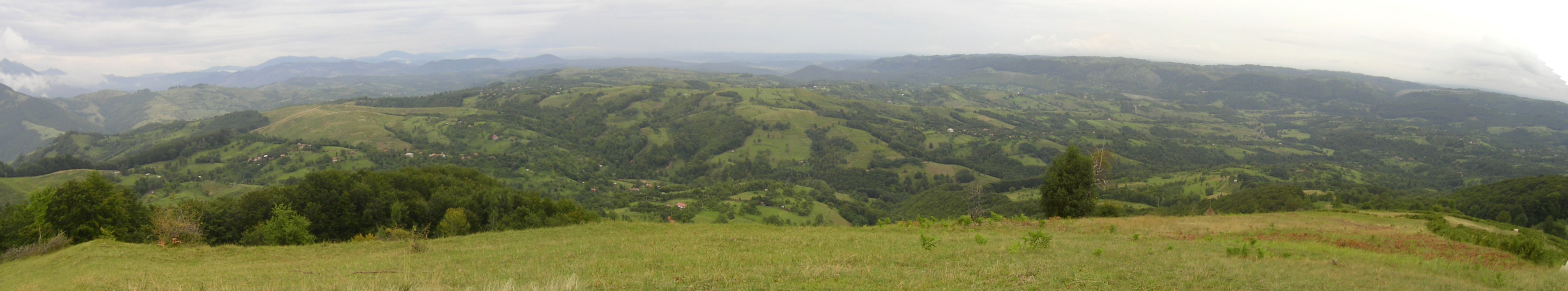
Comuna Ponoarele - vedere panoramica